# فیومدینیزی
فیومدینیزی (به ایتالیایی: Fiumedinisi) یک کومونه در ایتالیا است که در استان مسینا واقع شده‌است.

## خصوصیات
فیومدینیزی ۳۶٫۰ کیلومترمربع مساحت و ۱٬۵۸۸ نفر جمعیت دارد و ۲۰۰ متر بالاتر از سطح دریا واقع شده‌است.